# Methylamin
Methylamin ist eine organisch-chemische Verbindung aus der Stoffgruppe der primären aliphatischen Amine. Es kommt als 40%ige wässrige Lösung, als druckverflüssigtes Gas und in Form des festen Salzes Methylammoniumchlorid in den Handel.

## Geschichte
Der deutsche Chemiker Heinrich Debus synthetisierte 1863 Methylamin durch katalytische Hydrierung von Cyanwasserstoff an Platin.

## Vorkommen
Methylamin kommt in Bingelkräutern (Mercurialis), im ätherischen Öl der Blätter der Wasserminze, in einigen Algen sowie im Knochenöl und in Holzdestillaten vor. Es ist ein biogenes Amin und wurde beim Menschen und Tier in kleineren Mengen im Urin nachgewiesen. Außerdem geht man davon aus, dass es Bestandteil der Uratmosphäre war. Daher kann man Spuren von Methylamin auch im All finden.

## Gewinnung und Darstellung
Zur großtechnischen Synthese von Methylamin setzt man Methanol mit Ammoniak bei Temperaturen von 350–450 °C und Drücken von 15–25 bar in Gegenwart von Aluminiumoxid (-silicat oder -phosphat) in Rohrreaktoren um.
Als Nebenprodukte werden neben Wasser auch noch Dimethylamin und Trimethylamin gebildet, die durch mehrstufige Druck- sowie Extraktivdestillation abgetrennt werden müssen.
Das Gewichtsverhältnis von Mono-, Di- und Trimethylamin bei dieser Reaktion beträgt durchschnittlich ca. 20:20:60.
Die Produktionskapazität für Methylamin betrug 1996 weltweit ungefähr 830.000 Jahrestonnen.
Weiterhin kann Methylamin durch Umsetzung von Formaldehyd mit Ammoniumchlorid gewonnen werden, wobei man zuerst Methylammoniumchlorid erhält. Für noch kleinere Mengen, z. B. für Experimente im Labormaßstab oder für Schulversuche, wird Methylamin in situ erzeugt, indem man das handelsübliche feste Salz Methylamin-Hydrochlorid alias Methylammoniumchlorid in eine starke Base, z. B. Natronlauge gibt.

## Eigenschaften

### Physikalische Eigenschaften
Methylamin hat eine relative Gasdichte von 1,1 (Dichteverhältnis zu trockener Luft bei gleicher Temperatur und gleichem Druck) und eine Gasdichte unter Normbedingungen (0 °C und 1013 mbar) von 1,4301 kg·m−3. Die Dichte der flüssigen Phase am Siedepunkt beträgt 0,6942 kg·l−1, die Gasdichte bei 15 °C ist mit 1,3283 kg·m−3 angegeben. Des Weiteren weist Monomethylamin einen Dampfdruck von 3,00 bar bei 20 °C, 4,20 bar bei 30 °C  und 7,8 bar bei 50 °C auf.
Die Dampfdruckfunktion ergibt sich nach Antoine entsprechend:
{\displaystyle \log _{10}(p)=4,51990-{\frac {1034,977}{T-37.574}}~~~\mathrm {(p~in~bar,~T~in~K)} }
im Temperaturbereich von 190 K bis 267 K. Die kritische Temperatur liegt bei 156,9 °C, der kritische Druck bei 74,1 bar und die kritische Dichte bei 0,216 g·cm−3.

### Chemische Eigenschaften
Methylamin ist ein extrem leicht entzündbares Gas aus der Stoffgruppe der primären Amine. Methylamin-Luft-Gemische sind deshalb explosiv.
Die wässrigen Lösungen reagieren stark alkalisch. Bei 20 °C lösen sich 1080 g·l−1 in Wasser. Eine wässrige Lösung von Methylamin bei 20 °C und einer Konzentration von 100 g·l−1 weist einen pH-Wert von 14 auf. Mit Säuren reagiert es zu kristallisierenden, wasserlöslichen Methylammonium-Salzen.

## Verwendung
Methylamin ist ein wichtiges Zwischenprodukt der chemischen und weiterverarbeitenden Industrie. Es wird zur Synthese von Pharmazeutika (z. B. Desoxyn, Theophyllin) und Pestiziden (z. B. Carbaryl, Metam-Natrium, Carbofuran) eingesetzt.
Ein großer Teil wird auch zu N-Methyl-2-pyrrolidon (NMP), einem bedeutenden organischen Lösungsmittel weiterverarbeitet. Außerdem ist es Ausgangsstoff für Guanidine, Amide, Imine, Aminoalkohole, Diamine, modifizierte Aminosäuren und α-Aminophosphonate. Des Weiteren dient es zur Synthese von Metallkomplexen und zur Modifikation von Polymeren. Außerdem wird Methylamin auch zu N,N′-Dimethylharnstoff umgesetzt, welcher wiederum zur Synthese von Coffein, Arzneistoffen oder Herbiziden eingesetzt wird. In der organischen Synthese wird Monomethylamin auch zur Einführung einer Methylamino-Gruppe in andere Moleküle eingesetzt.

## Sicherheitshinweise
Gasförmiges Monomethylamin wird hauptsächlich über den Atemtrakt aufgenommen. Bei Kontakt mit wässrigen Lösungen kann es auch zu einer Hautresorption kommen. Bei Aufnahme oder Inhalation kann es zu starken Reizungen der Schleimhäute, insbesondere im Atemtrakt und den Augen, kommen. Diese können schnell zu Verätzungen führen. Durch unterkühltes, flüssiges MMA kann es ebenfalls zu Vereisungen und Verätzungen der Haut kommen. Bei längerer Exposition zeigte sich zudem eine Störung des Allgemeinbefindens. Außerdem bildet Methylamin mit Luft explosive Gemische. Bei hoher Konzentration besteht Erstickungsgefahr. Der Stoff wird zudem als gewässergefährdend eingestuft. Methylamin weist eine untere Explosionsgrenze von 4,99 Vol.-% bei 60 g·cm−3 und eine obere Explosionsgrenze von 20,7 Vol.-% bei 270 g·cm−3 auf.
Die Zündtemperatur beträgt 430 °C. Der Stoff fällt somit in die Temperaturklasse T2 und in die Explosionsklasse IIA. Mit einem Flammpunkt von −30 °C gilt Methylamin als extrem leicht entflammbar. Der Flammpunkt einer 40%igen wässrigen Lösung beträgt −18 °C.